# Charles Blanc-Gatti
Charles Jules Ernest Blanc-Gatti (* 26. Januar 1890 in Lausanne; † 7. April 1966 in Riex) war ein Schweizer Künstler und Kunsttheoretiker.

## Leben
Charles Blanc wurde 1890 in Lausanne als Sohn des Büroangestellten Jules Blanc und der Stickerin Anna (geb. Rapin) geboren. Er besuchte das naturwissenschaftliche Progymnasium in seinem Heimatort und nahm Zeichenunterricht bei Raphaël Lugeon sowie Geigenunterricht bei William Merten. In den Jahren 1911 bis 1919 arbeitete er als technischer Zeichner in Paris und von 1919 bis 1924 als Modezeichner in Lausanne. 1912 heiratete er Giustina Gatti, deren Nachnamen er künftig mit seinem führte.
Im Jahr 1924 ging Blanc-Gatti erneut nach Paris und liess sich von den Ideen des französischen Komponisten und Musikwissenschaftlers Jean d’Udine beeinflussen. Als autodidaktischer Maler und Musiker arbeitete er ab 1926/1928 an der farblichen und formalen Transposition musikalischer Impressionen von klassischen Komponisten wie Johann Sebastian Bach, Frederic Chopin, Richard Wagner und Maurice Ravel. Seine abstrakten Formen dieser Zeit sind an Orphismus und Futurismus angelehnt.
Er wurde Mitglied der Association des artistes suisses de Paris und der Société des artistes indépendants. Im Jahr 1932 gründete er mit Henry Valensi, Gustave Bourgogne und Vito Stracquadaini die Association des artistes musicalistes und begründete seine Theorie der Synästhesie. 
Seine theoretischen Forschungen veröffentlichte er in verschiedenen Artikeln und stellte sie bei Konferenzen vor, so etwa beim dritten Farbe-Ton-Kongress in Hamburg im Jahr 1933. Gleichzeitig beschäftigte sich Blanc-Gatti mit audiovisuellen Experimenten, die eine zeitliche Dimension integrierten. Seine Theorien fanden weithin Beachtung. Ausserdem probierte er, Lichtprojektionen mit Konzertaufführungen zu verbinden.
Im Jahr 1936 flüchtete Charles Blanc-Gatti vor dem Front populaire in die Schweiz. Die Beschäftigung mit «dynamischen Lichtdekorationen» und «Schwarzlicht» führte zu einem Interesse für den Film. Mit Chromophony setzte er 1939 seine Theorien auch filmisch um. In den Jahren 1938 bis 1940 betrieb er mit der Montreux-Color-Film ein kleines Studio für Werbe-Trickfilme. 1947 liess er sich in Verbier und 1952 in Riex nieder. Dort kehrte er zur Landschaftsmalerei zurück. Halbseitig gelähmt, musste er 1953 die Malerei aufgeben.